# Samuel Hibbert-Ware

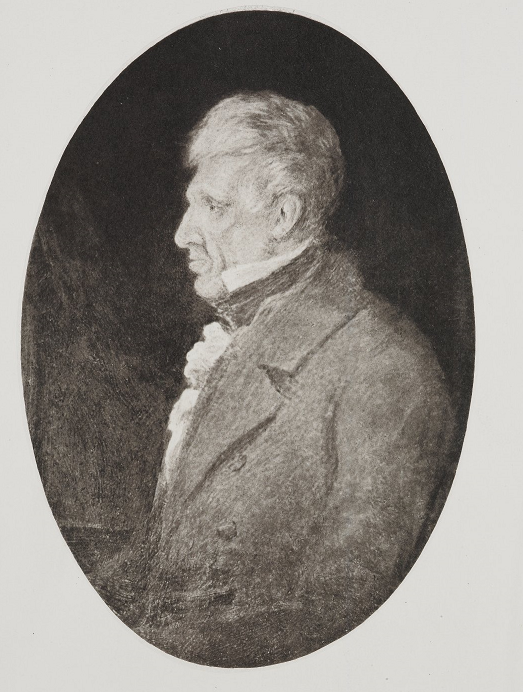
Samuel Hibbert-Ware

Samuel Hibbert, ab 1837 Hibbert-Ware (* 21. April 1782 in Manchester; † 30. Dezember 1848 in Hale Barns bei Altrincham in Cheshire) war ein englischer Geologe, Paläontologe und Altertumsforscher.

## Leben
Samuel Hibbert war der älteste Sohn des Leinengarnhändlers Samuel Hibbert († 1815) aus Manchester und dessen Ehefrau Sarah, geborene Ware, aus Dublin.
Hibbert studierte zur gleichen Zeit wie Ami Boué Medizin an der Universität in Edinburgh. Entscheidend durch Robert Jameson und dessen Vorlesungen über Geologie und Mineralogie beeinflusst schloss er das Medizinstudium zwar erfolgreich ab, praktizierte jedoch nie als Mediziner.
Er unternahm stattdessen viele geologische Reisen und veröffentlichte seine Forschungsergebnisse darüber in mehreren Arbeiten.
Bei seiner Expedition zu den Shetlandinseln entdeckte er bedeutende Ablagerungen von Chromit.
In seinem Werk Sketches of the Philosophy of Apparitions von 1825 versuchte er die physischen oder physiologischen Ursachen aufzudecken, die bei manchen Menschen dazu führen, dass diese der Überzeugung sind, Geister und andere Erscheinungen zu sehen.

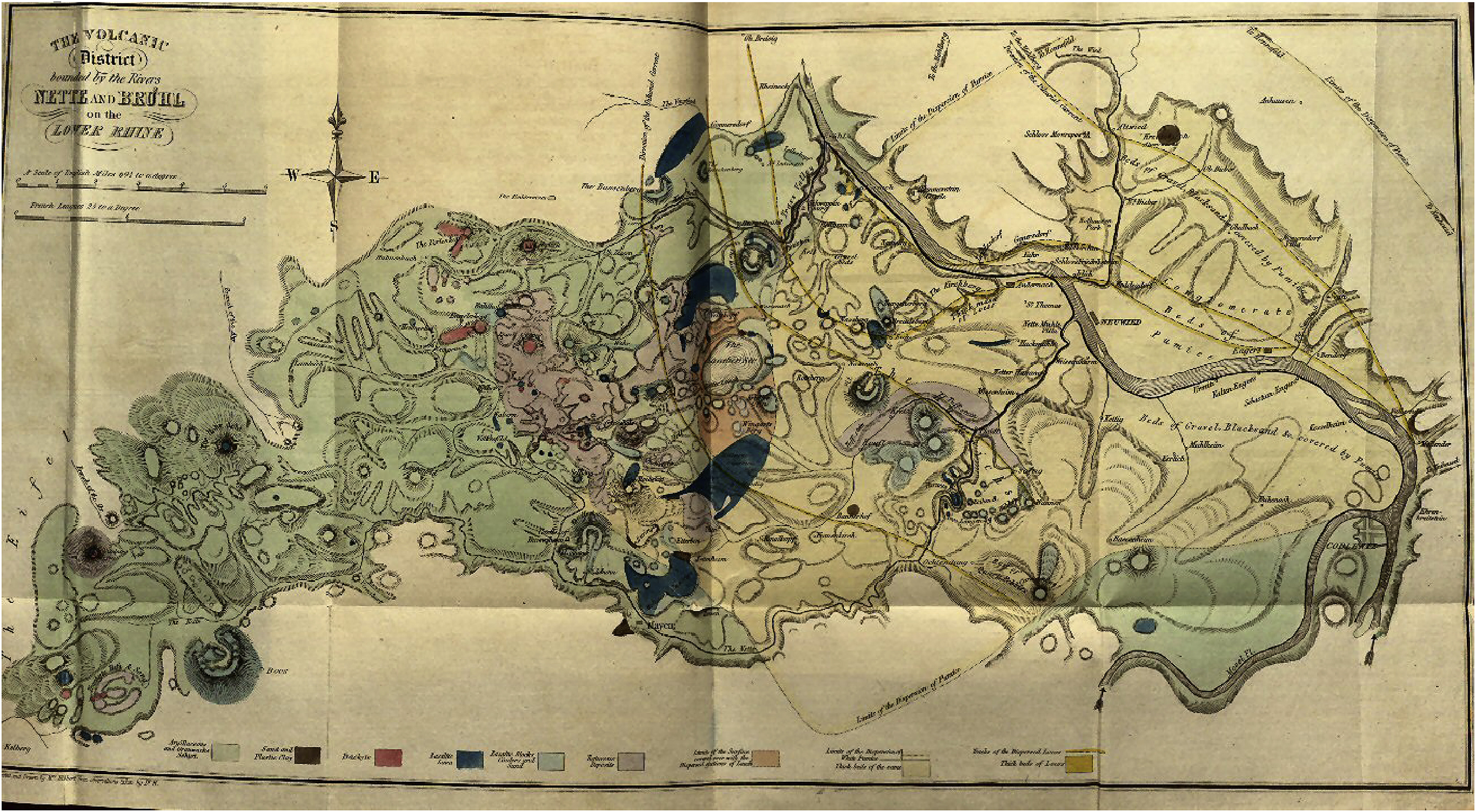
The volcanic district bounded by the rivers Nette and Bruhl on the Lower Rhine von Samuel Hibbert (1832)

Seine 1832 veröffentlichte Schrift History of the Extinct Volcanos of the Basin of Neuwied, on the Lower Rhine enthält einige der ganz frühen Hinweise auf Löss-Vorkommen in der geologischen Literatur, die ersten überhaupt in der englischsprachigen geologischen Literatur und auch die ersten auf einer geologischen Karte. Diese der Schrift von 1832 beigefügte geologische Karte The volcanic district bounded by the rivers Nette and Bruhl on the Lower Rhine wurde von seiner zweiten Ehefrau Charlotte Hibbert gezeichnet.
Im Jahr 1835 verließ er Edinburgh und ließ sich auf einem kleinen Familiengrundstück in Hale Barns bei Altrincham in Cheshire nieder.
1837 übernahm er mit königlicher Genehmigung als Vertreter von Sir James Ware, dem Historiker Irlands, den Familiennamen Hibbert-Ware.
Samuel Hibbert war Sekretär der Society of Scottish Antiquarians, wurde 1805 Ehrenmitglied der Manchester Literary & Philosophical Society und 1820 zum Fellow der Royal Society of Edinburgh gewählt. Er war weiterhin Mitglied der Royal Medical Society und der von John Fleming und Robert Jameson 1808 gegründeten Wernerian Society of Edinburgh. 1840 wurde Samuel Hibbert-Ware Mitglied der Highland Society.

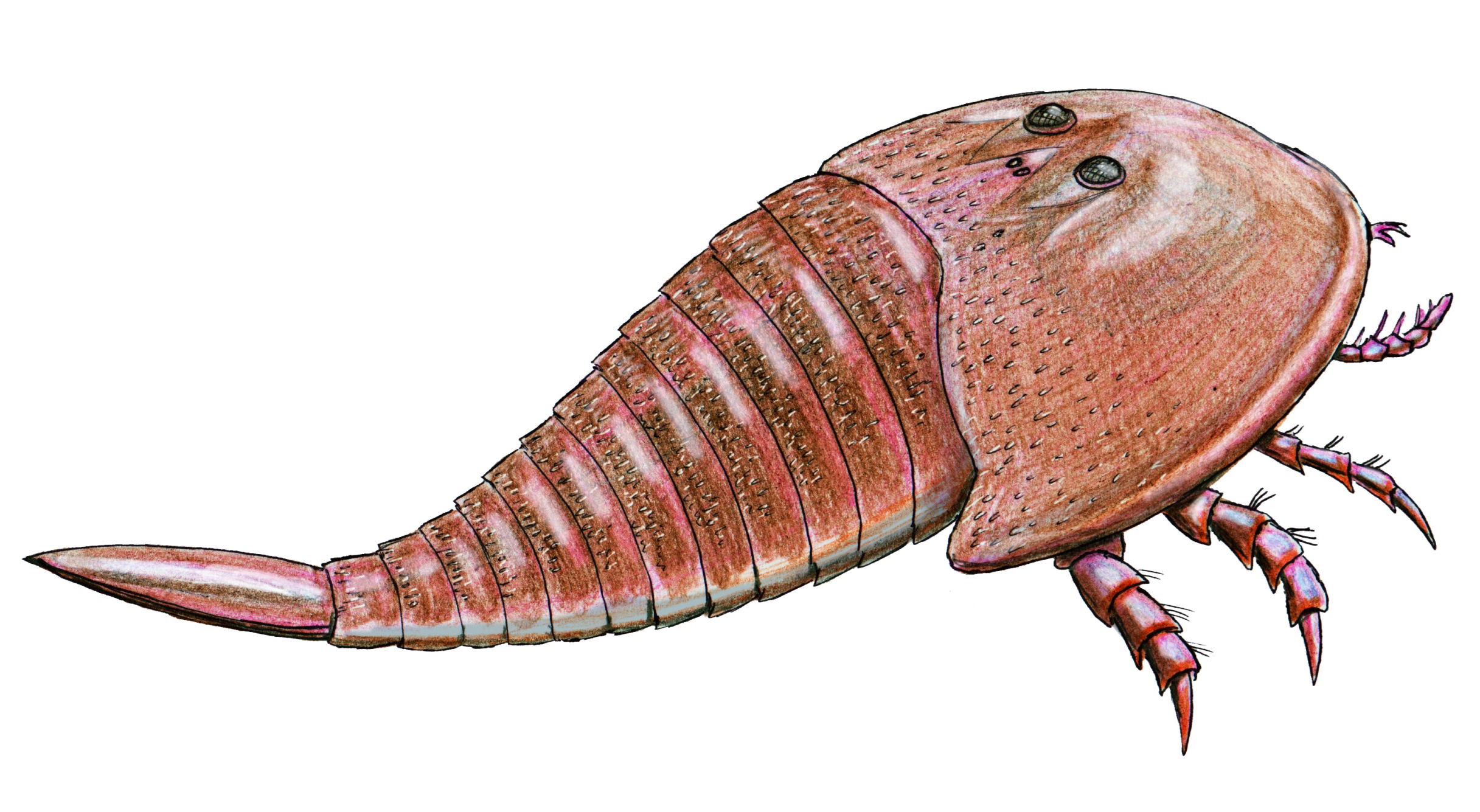
Aktuelle Rekonstruktion von Hibbertopterus scouleri (Hibbert, 1836)

Er ist der Erstbeschreiber des von ihm zu Ehren des schottischen Naturforschers John Scouler benannten Arthropoden Eurypterus scouleri Hibbert, 1836, den der US-amerikanische Arachnologe und Paläontologe Erik Norman Kjellesvig-Waering im Jahr 1959 als Typusart für die von ihm zu Ehren von Hibbert-Ware neu aufgestellte Seeskorpion-Gattung Hibbertopterus Kjellesvig-Waering, 1959, festlegte. Die aktuell gültige Benennung dieses Taxons lautet somit Hibbertopterus scouleri (Hibbert, 1836).
Richard Owen benannte im Jahr 1840 ihm zu Ehren den Rhizodontiden Rhizodus hibberti Owen, 1840. 
Hibbert war in erster Ehe ab 1803 mit Sarah Crompton († 1822), in zweiter Ehe ab 1825 mit Charlotte Wilhelmina Scott, geborene Murray († 1835); und in dritter Ehe unter dem Namen Hibbert-Ware ab 1842 mit Elizabeth Lefroy verheiratet. Er hatte drei Kinder aus erster Ehe und drei Kinder aus zweiter Ehe.
Samuel Hibbert-Ware wurde auf dem Ardwick Cemetery bestattet.

## Schriften
- Dissertatio Medica Inauguralis De Vita Humana. Edinburgh 1817 (Digitalisat)
- A description of the Shetland Islands, comprising an account of their scenery, antiquities and superstitions. Edinburgh 1822 (Nachdruck Manson, Lerwick 1891 Digitalisat)
- Sketches of the philosophy of apparitions; or, An attempt to trace such illusions to their physical causes. Second Enlarged Edition, Edinburgh 1825 (Digitalisat)
- History of the Extinct Volcanos of the Basin of Neuwied, on the Lower Rhine. W. & D. Laing, Edinburgh 1832 (Digitalisat)
- On the Fresh-water Limestone of Burdiehouse in the neighbourhood of Edinburgh, belonging to the Carboniferous Group of Rocks. With Supplementary Notes on other Fresh-water Limestones. In: Transactions of the Royal Society of Edinburgh, 13, 1, Edinburgh 1836, S. 169–282 (Digitalisat)

## Geologische Karte
- mit Charlotte Hibbert: The volcanic district bounded by the rivers Nette and Bruhl on the Lower Rhine. 1832